# Carl Zytowski
Carl Byrd Zytowski (* 17. Juli 1921 in Saint Louis, Missouri, Vereinigte Staaten; † 11. November 2018) war ein US-amerikanischer Opernsänger in der Stimmlage Tenor, Dirigent, Komponist und Musikpädagoge.

## Leben
Carl Zytowskis Vater Dewey Carl Zytowski war im Rundfunk und als Sänger aktiv. Carl Zytowski selbst hatte als Kind Klavier-, Violin- und Klarinettenunterricht. Er sang in einem Chor auf der High School, wirkte bei einer Musicalaufführung der Schule mit und sang in verschiedenen Kirchenchören. 1941 besuchte er die William Jennings Bryan University in Dayton, Tennessee. Nach dem Schulabschluss schloss er sich für eine Saison der St. Louis Grand Opera Company an. Hier sang er im Opernchor als Zweiter Tenor und wirkte bei Aufführungen mit bedeutenden Sängern der damaligen Zeit mit. 1942 wurde er zur United States Air Force einberufen. Er diente beim Chemical Warfare Service. 1943 wurde er nach England versetzt. In seiner freien Zeit verrichtete er in einer protestantischen Kapelle den Organistendienst. Des Weiteren gründete er ein Gesangsquartett, das einen Armeewettbewerb für Barbershop-Quartette gewann. Als Sieger gingen sie mit der achten Air Force Band auf Tournee. In London wurde ein Programm des Armed Forces Network über BBC gesendet. Nach dem Militärdienst studierte er ab 1945 am St. Louis Institute of Music Gesang. Hier hatte er auch erste professionelle Engagements als Sänger. Bei dem englischen Dirigenten Stanley Chapple (1900–1987) besuchte er einen Opernworkshop. Bei einer Produktion von The Rape of Lucretia sang er den Erzähler. Er beschäftigte sich auch mit den frühen Liederzyklen Benjamin Brittens. Nach Erreichen eines Bachelor of Music 1948 ging er zum weiteren Studium an die School of Music der University of Washington. Stanley Chapple war hier inzwischen Direktor geworden. Zytowski belegte Kurse in Gesang, Oper und Komposition. Von Chapple wurde Zytowski auf die Gründung einer neuen professionellen Opernschule in London aufmerksam gemacht. Er ging nach London und studierte neben Schauspiel und Regie Gesang bei Joan Cross. Darauf ging er nach Seattle zurück und schloss sein Studium mit dem Master of Arts ab. Bei seiner Abschlussarbeit beschäftigte er sich mit Giuseppe Verdis Macbeth. Er erstellte eine Kammerversion der Oper, fertigte eine englische Übersetzung an, verkleinerte das Orchester und sang selbst bei einer Aufführung die Rolle des MacDuff. Zytowski wirkte bei mehreren lokalen Operngruppen mit und trat als Solist mit der Seattle Symphony auf.
1951 wurde er an die Fakultät für Musik der University of California, Santa Barbara berufen. Er unterrichtete Gesang und Dirigieren, leitete aber auch den Men’s Glee Club. 1954 leitete er übergangsweise auch den Women’s Glee Club. Er arbeitete an der Music Academy of the West als Assistent von Lotte Lehmann und leitete das UCSB Opera Theater. Zwischen 1964 und 1995 leitete er The Schubertians, ein kleines Ensemble männlicher Sänger an der UCSB. 1982 übernahm er die Leitung des Collegiate Chorale, des großen gemischten Chores der Universität. Mit den Chören der Universität führte er in englischer Sprache unter anderem Arthur Honeggers Le Roi David, Igor Strawinskys Psalmensinfonie und eine Reihe der Oratorien Georg Friedrich Händels auf. Daneben leitete er weitere Chöre, dirigierte über die Jahre über achtzig Opernproduktionen und arbeitete als Komponist und Arrangeur für seine Ensembles. Ab den 1960er Jahren begann er eine langjährige Kooperation der Universität mit dem Santa Barbara Symphony Orchestra. 1959 wurde er mit dem Harold J. Plous Memorial Award für „herausragende Leistung in kreativer Arbeit oder für kreative Beiträge zum intellektuellen Leben der universitären Gemeinschaft“ ausgezeichnet. Für bedeutende Beiträge im Bereich der Musik für Männerchöre wurde Zytowski 1990 mit dem Marshall Bartholomew Award ausgezeichnet. Ab 1995 war er emeritierter Professor der Musik der University of California, Santa Barbara UCSB.

## Werke (Auswahl)

### Church Operas
- A medieval Triptych [Ein mittelalterliches Triptychon], Zyklus von drei Church Operas [Kirchenopern][11] OCLC 81686044
  - The play of Balaam and his Ass, a Church Opera [Kirchenoper] in einem Akt. Libretto: Carl Zytowski nach mittelalterlichen Mysterienspielen. Der Text basiert auf Num 22–23. Das Stück spielt auf einem Hügel in Moab während der Zeit des Königs Balak. Die Rollen sind Balaak (Tenor), Balaam [Bileam] (Bass), Asinus (Bariton), The Angelus (Countertenor)
  - The play of the Three Maries at the Tomb
  - The play of the Three Shepherds. Erste Aufführung am 13. November 1982 im Rahmen der National Convention of the National Opera im Lewis and Clark College in Portland.
- Thomas of Canterbury. Church Opera inspiriert von Murder in the Cathedral von T. S. Eliot. Erste Aufführung am 6. Juni 1981 in der First Presbyterian Church in Santa Barbara durch die UCSB. OCLC 83527122[12]

### Kinderoper
- The town musicians of Bremen. [Die Bremer Stadtmusikanten] Musik von Franz Schubert eingerichtet von Carl Zytowski, 1990 OCLC 82150969

### Chorwerke
- He that hath ears für gemischten Chor, Solostimmen, Vibraphon, Pauken und Schlagzeug, 1967 Texte: aus der Offenbarung des Johannes, John F. Kennedy, Robert F. Kennedy und Martin Luther King OCLC 4964863
- Rondeau für Männerchor und Tenorsolo. Text: Charles Cotton, 1976 OCLC 952618920
- A Carol of the birth of Christ für gemischten Chor und Orgel Text: aus Christmas Carols newely Imprinted von W. Copland, 1550 OCLC 9054391
- Jack cum amico Jill (Ad modum C. Orff) für gemischten Chor und Klavier, publiziert bei Hinshaw Music, 1983 OCLC 33185629
- Parvus Jacobus Horner (Ad modem G.F. Handel) für gemischten Chor und Klavier, publiziert bei Hinshaw Music, 1983 OCLC 33185628
- One-and-twenty für Männerchor. Text: A. E. Housman, 1989 OCLC 80686708

Er verfertigte Übersetzungen einiger Opern und einiger Kunstlieder und schrieb Artikel und Buchrezensionen für The Choral Journal.

## Einspielungen
- The Schubertians. Leitung: Carl Zytowski, 1971 OCLC 213865567